# Julián Antonio Díaz del Castillo
Julián Antonio Díaz del Castillo ( Bilbao, 1750 - La Paz, 1814) fue un militar español y autoridad colonial a finales del siglo XVIII en el Virreinato del Perú.

## Biografía
Julián Díaz del Castillo Mendoza nació en Bilbao hacia 1750, hijo de Domingo Díaz del Castillo y de Francisca Mendoza y Espinoza, emprendió la carrera militar y se trasladó a la ciudad de La Paz, acompañando a su hermana Josefa Juana Díaz del Castillo cuyo esposo Vicente Lafita iba a tomar el cargo de Corregidor.
Se casó el 6 de mayo de 1773 con la criolla María Manuela Sanjurjo y Diez de Medina, hija del coronel español José Antonio Sanjurjo Montenegro y de Catalina Diez de Medina. Su madre fue hermana de Francisco Tadeo Díez de Medina, el Oidor que ordenaría el descuartizamiento de Túpac Katari en 1781. María Manuela era dueña de las tierras y tambo de Chijini por herencia de sus padres.Díaz del Castillo quedó viudo en 1795 y volvió a casarse en 1800 con la sorateña María Antonia Suárez Varela, que a su vez era viuda del capitán José de la Sota.
Fue nombrado alcalde ordinario de La Paz en 1776. En 1784 se creó la Intendencia de Puno y Díaz del Castillo fue designado subdelegado del Partido de Chucuito. En ejercicio de este cargo se enfrentó al nuevo gobernador José de Mesa, primer marqués de Casa Hermosa, quien reemplazó a Joaquín Antonio de Orellana el 1 de enero de 1790. Mesa se inmiscuyó en la recaudación de tributos en todas las provincias que estaban a su cargo y resultó que el ingreso por los tributos aumentaron entre 170 y 1792, esto hizo sospechar al gobernador que los subdelegados no declaraban todos los ingresos de sus provincias y se quedaban con parte del dinero recaudado. En 1791 acusó al subdelegado de Carabaya, Carlos Rogers, de no declarar 126.390 pesos, también acusó al anterior gobernador Orellana por la suma de 106.611 pesos. Se encargó a Francisco Idiáquez la investigación de estos supuestos robos mientras el gobernador suspendía de sus empleos a Miguel de Echenique, administrador de tabacos, a Nicolás García de San Roque y Manzanera, subdelegado de Azángaro y a Julián Díaz del Castillo, subdelegado de Chucuito.
Díaz del Castillo se sintió humillado por el gobernador y se marchó a La Paz, allí recibió el apoyo de su suegra Catalina Diez de Medina y ésta solicitó la ayuda de su hermano el Oidor Díez de Medina que logró mover sus influencias y reponer al subdelegado en su cargo. Díaz del Castillo escribió al Oidor indicando que retomó su posición el 27 de abril de 1792 y le agradecía por haberse preocupado por él. En la misma carta Díaz del Castillo ruega al Oidor que se pueda limpiar su imagen en la corte, pero también se queja por el impuesto del 3% que debe pagar por el salario de subdelegado que llevaba bastante tiempo atrasado. Díaz del Castillo ocupó el cargo hasta 1796. Llegó a poseer una hacienda en aquella región a orillas del lago Titicaca, otra cerca de Mecapaca(Lluto) y otra hacienda en la región de los Yungas(Pirras).
Luego de cumplir con su cargo de subdelegado, regresó a residir a la ciudad de La Paz. En 1805 tenía el rango de capitán dentro del Regimiento de Voluntarios, para 1807 ya era Sargento mayor del Batallón de Milicias siendo el segundo al mando luego de Diego Quint y Fernández Dávila quien prefería estar ausente en su propiedad de Larecaja mientras que Díaz del Castillo delegaba sus funciones en Pedro Indaburu. En julio de 1809 estalla la Revolución de La Paz, pero Díaz del Castillo se mantiene al margen de los acontecimientos y permanece como miembro del regimiento.
La noche del 12 de octubre Díaz del Castillo es arrestado por un grupo contrario a la revolución que pretendía recuperar la ciudad,este grupo fue rápidamente derrotado y Díaz del Castillo es liberado el día 19. Cuando José Manuel de Goyeneche logra derrotar a los revolucionarios y retomar el control de la ciudad decide llamar a declarar a Díaz del Castillo, éste realiza su declaración el 24 de diciembre de 1809 y es ahí donde da a conocer muchas de las actividades de los revolucionarios, dónde se reunían y cuáles eran sus cabecillas, denunciando todo esto ante las autoridades. Esta declaración ayudó a llevar a varios revolucionarios a la horca mientras Díaz del Castillo fue absuelto de toda culpa pero no recuperó su puesto.
Con la derrota realista en la Batalla de Suipacha en 1810, Díaz del Castillo huye hacia Arequipa como muchos otros españoles. Logró regresar a La Paz luego de la Batalla de Huaqui y formó parte de la defensa de la ciudad en el Asedio de 1811 con el rango de capitán. Al año siguiente fue nombrado nuevamente Sargento mayor.
En septiembre de 1814 la Rebelión del Cuzco llega a La Paz, Díaz del Castillo formó parte de la defensa de la ciudad, pero el día 24 son derrotados por los rebeldes que toman prisioneros a todos los residentes españoles. El 28 de septiembre se produce la explosión del cuartel ocasionada por el incendio de la pólvora que se guardaba adentro, los rebeldes acusan a los realistas de este acontecimiento y asesinan a todos los prisioneros. Julián Díaz del Castillo muere linchado por esta multitud.

## Descendencia
Producto de su matrimonio con María Manuela Sanjurjo tuvo 3 hijos:
- Ángel, se enlistó  en el Regimiento Extremadura en 1786 y en 1789 pasó a España donde estudió en Cádiz, para 1790 ya era subteniente. Combatió en la Guerra del Rosellón en 1794 y después en la guerra contra Portugal. En 1809 participó en la Guerra de la Independencia española. En 1812 fue enviado a México con el rango de teniente coronel, ascendió a coronel en 1816 y al año siguiente se enfrentó a Francisco Xavier Mina en la campaña contra la independencia de México. Apoyó al virrey Juan José Ruiz de Apodaca y Eliza cuando fue destituido en 1821, al año siguiente regresó a España. En 1823 fue nombrado Sargento mayor de Cádiz, se le concedió la Cruz Laureada de San Fernando en 1830 y en 1831 ascendió a Brigadier, se mantuvo activo hasta 1835. Se casó con Francisca Mourelle y Pardo, hija de Francisco Mourelle. La pareja tuvo dos hijos, Francisca y Ángel. Este último, en la década de 1830, reclamaba varias propiedades que pertenecieron a su abuelo, pero las autoridades bolivianas desestimaron sus reclamaciones.[8]
- María Manuela Antonia Feliciana, nacida el 6 de junio de 1774. Se casó con el español Joaquín Revuelta el 20 de marzo de 1793, su padre entregó la hacienda Pirras como dote. Tuvo una hija de nombre Manuela el 5 de noviembre de 1794, murió el 8 de noviembre al no recuperarse del parto en Chulumani.
- María Josefa Petronila, nacida el 17 de enero de 1778. Abrazó los hábitos y se hizo monja en el Monasterio de las Concepcionistas, más conocido como el Convento de las Concebidas. Su padre la dotó con la suma de 6000 pesos para que los réditos pagaran su manutención, además vendió la hacienda de Lluto y acordó con los nuevos dueños, Juan de Dios Ayesta y Francisca Caravedo, que se debía pagar una anualidad a María Josefa mientras viviese.[8]En el convento tomó el nombre de Sor María Josefa del Santísimo Sacramento. El 7 de julio de 1838 adoptó una niña que fue abandonada en las puertas del convento y recibió el nombre de María Feliciana.

Con la muerte de María Manuela Sanjurjo en 1795, Díaz del Castillo heredó todas sus tierras a excepción del tambo de Chijini. Resulta que el testamento estipulaba que el tambo debía pasar a su esposo mientras viviese y luego pasaría a sus sobrinos Petrona, Francisca y Tiburcio Ugarte, hijos de su difunta hermana Hilaria Sanjurjo. Sor María Josefa Díaz del Santísimo Sacramento se encargó de comprar el tambo a sus primos a través de su apoderada Tomasa Díez de Medina, finalmente decidió vender el tambo a Juana Castillo en 1835 para saldar algunas deudas del convento.
Con su segunda esposa María Antonia Suarez Varela tuvo una hija:
- Paula, nacida hacia 1802.

También se tiene registro de un hijo adoptivo de Julián Díaz del Castillo:
- Mariano Fernández, se casó el 10 de agosto de 1805 con la mestiza Mónica Quispe, hija de Asencio Quispe y Feliciana Salazar. Todos vivían en la hacienda Uyuca en la región de Irupana.